# Хэнань (футбольный клуб)
«Хэнань ФК» (кит. 河南嵩山龙门足球俱乐部股份有限公司), бывший «Хэнань Цзянье» (кит. 河南建业) — китайский футбольный клуб, выступающий в первой лиге Китая по футболу. Представляет город Чжэнчжоу (провинция Хэнань). Домашний стадион команды — Ханхай.

## История создания
Первоначально команда в Хэнане была создана в 1958 году и называлась достаточно просто — команда провинции Хэнань. В создании клуба было заинтересовано местное правительство, которое приняло участие в формировании системы футбольных лиг в Китае. Долгое время команда находилась в низших лигах, за исключением короткого периода в конце 1970-х, когда лига была расширена и в неё был включён клуб из Хэнани. В то время, когда началась перестройка системы лиг в китайском футболе, Хэнань покинула вторую китайскую лигу, попав в третью в сезоне 1981 года, однако очень быстро вернулась обратно — уже в сезоне 1982 года. Также достаточно быстро клуб получил возможность выступать в высшей лиге, в которой пробыл с 1985 по 1988 год, а затем по итогам сезона вновь покинул её.
В 1994 году, когда китайский футбол стал полностью профессиональным, Хэнань также зарегистрировал профессиональный футбольный клуб. Команда стала называться «Хэнань Цзянье». По итогам выступления в 1994 году клуб вновь потерял место во втором дивизионе. В сезоне 1995 года «Хэнань Цзянье» удалось занять одно из призовых мест и вновь вернуться во второй дивизион. В течение нескольких последующих сезонов команда боролась за сохранение прописки во втором дивизионе, однако в 2006 году ей удалось по итогам сезона выйти в Суперлигу. В дебютном сезоне в высшем дивизионе в команду пришел опытный тренер Пэй Эньцай, который помог клубу избежать вылета в низший дивизион. В итоге «Хэнань» закончил сезон на 12 месте, избежав вылета даже после последнего проигрыша «Чанчунь Ятай» 3:2. На сезон 2008 года были поставлены новые задачи и началась чехарда на тренерском мостике, пока выбор не пал на Тан Яодуна, который в итоге вновь помог команде остаться в высшем дивизионе. Назначение нового тренера оказалось удачным и в сезоне 2009 года «Хэнань» окончил на третьем месте, что стало наивысшим достижением клуба за всю историю его существования.

## Достижения
- По итогам сезона 2012 года

Результаты за все годы выступления
| Сезон    | 1960 | 1964 | 1965 | 1973 | 1974 | 1976 | 1977 | 1978 | 1979 | 1980 | 1981 | 1982 | 1983 | 1984 | 1985 | 1986 | 1987 | 1988 | 1989 | 1990 | 1991 | 1992 | 1993 |
| -------- | ---- | ---- | ---- | ---- | ---- | ---- | ---- | ---- | ---- | ---- | ---- | ---- | ---- | ---- | ---- | ---- | ---- | ---- | ---- | ---- | ---- | ---- | ---- |
| Дивизион | 2    | 2    | 2    | 1    | 1    | 1    | 1    | 2    | 2    | 2    | 2    | 3    | 2    | 2    | 2    | 1    | 1    | 1    | 2    | 1    | 2    | 2    | 2    |
| Место    | 81   | ?1   | 51   | 24   | 34   | 81   | 36   | 16   | 14   | 9    | 13   | 1    | 8    | 7    | 3    | 13   | 12   | 12   | 1    | 8    | 5    | 7    | ?1   |

| Сезон    | 1994 | 1995 | 1996 | 1997 | 1998 | 1999 | 2000 | 2001 | 2002 | 2003 | 2004 | 2005 | 2006 | 2007 | 2008 | 2009 | 2010 | 2011 | 2012 | 2013 |
| -------- | ---- | ---- | ---- | ---- | ---- | ---- | ---- | ---- | ---- | ---- | ---- | ---- | ---- | ---- | ---- | ---- | ---- | ---- | ---- | ---- |
| Дивизион | 2    | 3    | 2    | 2    | 2    | 3    | 2    | 2    | 2    | 2    | 2    | 2    | 2    | 1    | 1    | 1    | 1    | 1    | 1    | 2    |
| Место    | 10   | 2    | 8    | 5    | 11   | 1    | 8    | 7    | 10   | 2    | 7    | 10   | 1    | 12   | 10   | 3    | 8    | 13   | 16   |      |

игры в лиге не проводились в 1966-72, 1975; 

игры во втором дивизионе не проводились в 1961-63;
- ↑  на групповой стадии
- ↑  без повышения в классе

## Тренерский штаб
| Позиция в клубе | Персонал                                  |
| --------------- | ----------------------------------------- |
| Главный тренер  | Серхио Диас                               |
| Тренер          | Чжао Вэй Дун Лицян Чжан Бинь Пяо Цзюньцзе |
| Физиотерапевт   | Сунь Голи Сю Цзяфэн                       |

## Достижения
Регулярный чемпионат
- Китайская Лига Цзя-Б/Первая лига Китая по футболу: 1989, 2006
- Третий дивизион/Вторая лига Китая по футболу: 1982, 1999

Молодёжная команда
Команда U-19
- Обладатели Кубка китайской футбольной ассоциации U-19: 2007

Команда U-17
- Обладатели Кубка китайской футбольной ассоциации U-17: 2006, 2007